# Okulomotorični živec
Okulomotorični živec (lat. nervus oculomotorius) je tretji možganski živec in je po funkciji zgolj motoričen. Je prvi izmed živcev, ki izvira iz možganskega debla. Njegovo jedro gradi več manjših jeder, iz katerih izvira motorično nitje za zunanje in notranje mišice očesnega zrkla. Živec izstopa iz možganskega debla na sprednji strani, medialno od možganskega kraka, nato poteka v steni kavernoznega sinusa in zapusti lobanjo skozi zgornjo fisuro očnice.

## Motorična invervacija
Oskrbuje večino zunanjih mišic očesa, in sicer:
- M. levator palpebrae,
- M. rectus superior,
- M. rectus medialis,
- M. rectus inferior in
- M. obliquus inferior.

Spremlja ga tudi vegetativno nitje za notranje očesne mišice.